# Los (Blake)

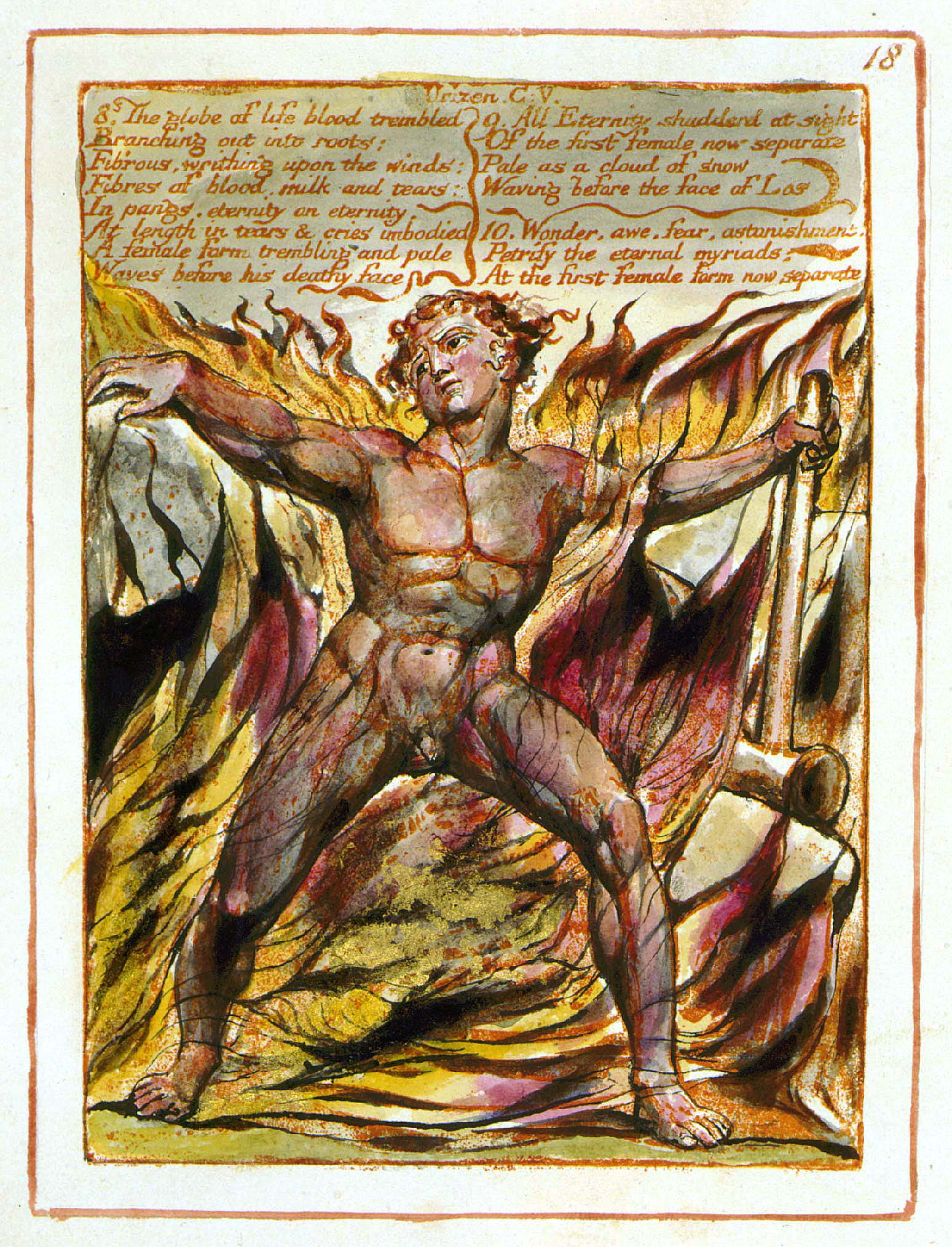
Representación de Los en El libro de Urizén

Los es un personaje mitológico creado por el escritor William Blake. Los es descrito como un herrero que golpea su martillo contra una fragua, representando metafóricamente el latido del corazón humano. Es hijo de Enión y Tharmas, y hermano de Enitharmon.

## Características
Según la mitología de Blake, Los es el dios de la imaginación. Pero una vez que se vuelve rutinario en sus acciones, desciende y se vuelve parte del mundo material. Se convierte en el creador de la vida y los sistemas orgánicos. Crea la conciencia a través de la evolución, lo que conduce a la creación de los seres humanos.

## Apariciones

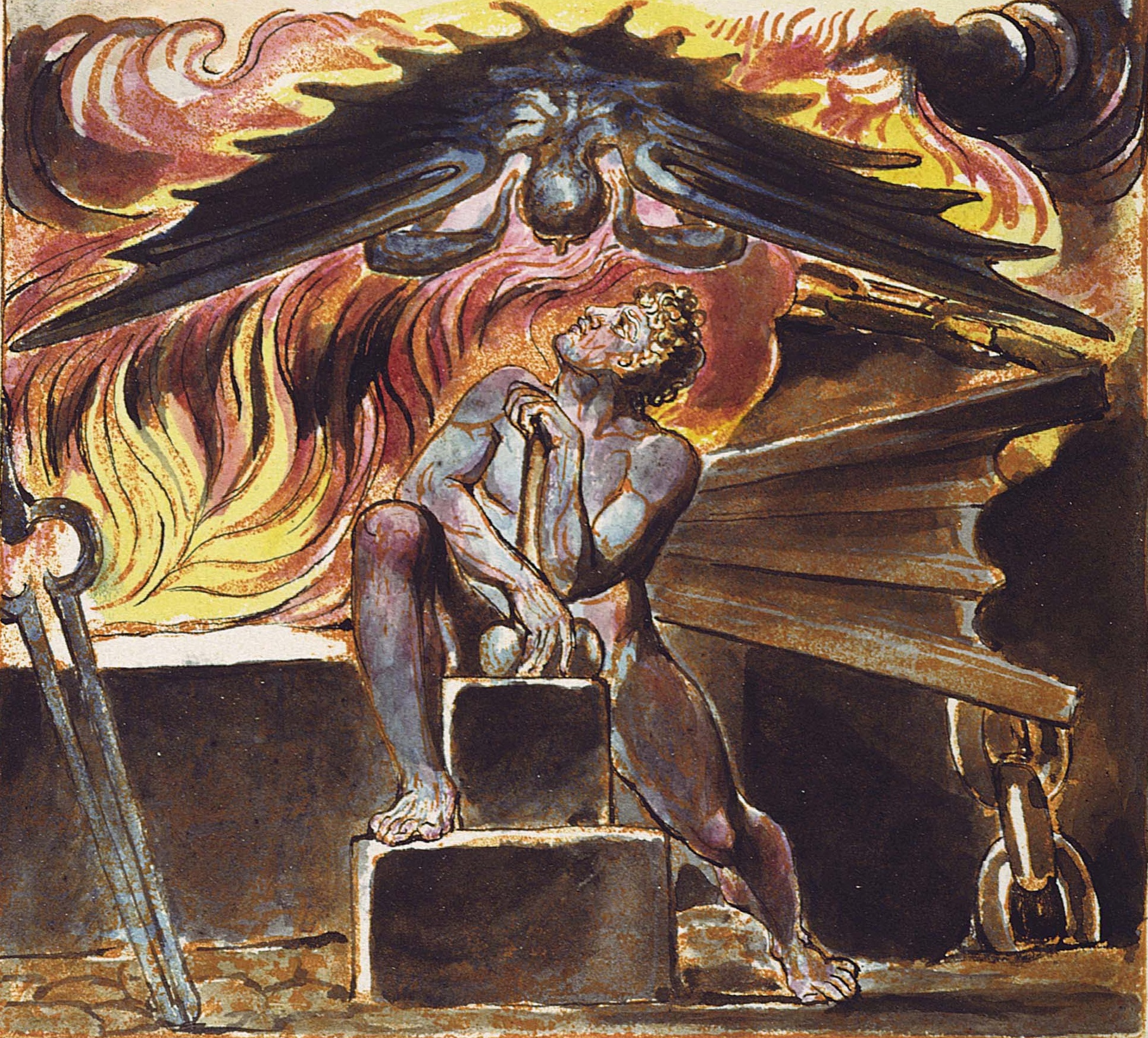
Los en el poema Jerusalem

Los aparece por primera vez en América, una profecía y poco después en el Libro de Urizen, ambos de 1794, como un profeta eterno de Urizen, el creador del mundo, que después sufre de una caída espiritual. Aparece en los libros proféticos de Blake, en las obras de La canción de Los, América, una profecía y Europa, una profecía. En esas obras, inicia como un profeta en África que describe cómo Urizen dio las leyes a la humanidad.
El poema Jerusalem (1804), dice que Los era el padre de Adán, Noé, Abraham, Moises y otros líderes bíblicos. En el poema Milton, Los es descrito como una llamarada del Sol. Este punto de vista de Los y el sol es similar a una descripción en un poema que Blake incluyó en una carta (22 de noviembre de 1802) que escribió a Thomas Butts. En Vala, o los cuatro Zoas, Los es testigo de una visión del Cordero de Dios, que es sacrificado para revelar su lado espiritual, mientras Urizen y la Sinagoga de Satanás, trabajan contra Cristo y son los que lo condenan a muerte. Después de que la sinagoga de Satán promueva el deísmo, se apodera del sol y la luna para destruir los cielos. La destrucción del mundo conduce a la eternidad y el segundo juicio se lleva a cabo.
La versión final de Jerusalén, terminado en 1820, era un evangelio acerca de la imaginación como presencia de Dios en la humanidad, y la figura mesiánica de la obra es Los. El propósito de Los era crear su propio sistema con el fin de estar libre de cualquier otro sistema, y este sistema se basa en la creación en lugar de la razón. El propósito de la obra es describir el triunfo de Los y el nuevo apocalipsis en el que el Cordero de Dios viene a Inglaterra para gobernar.